# غاردنر غرين ستيفنز
غاردنر غرين ستيفنز (بالإنجليزية: Gardner Green Stevens)‏ هو سياسي كندي، ولد في 13 ديسمبر 1814 في كندا، وتوفي في 15 أبريل 1892. حزبياً، نشط في الحزب الليبرالي الكندي. وقد انتخب عضو مجلس الشيوخ الكندي.